# Svartangen
Svartangen, est un petit lac de Norvège avec une superficie de 0,9 km2. Il se situe dans la municipalitéde Larvik, dans le comté de Vestfold. Il se trouve à environ 279 mètres d'altitude.

## Description
Svartangen est situé dans la forêt, à environ 7 km au sud-ouest de Svarstad. Il se déverse dans la Dalelva qui va jusqu'à Numedalslågen.
Dans les années 1980, une vingtaine de sites de l'âge de pierre ont été répertoriés autour du lac. Ils ont été examinés lors de fouilles en 1991.